# Сорокін Володимир Георгійович
Володи́мир Гео́ргійович Соро́кін (рос. Владимир Георгиевич Сорокин; (народився 7 серпня 1955, сел. Биково, Раменський район, Московська область, РРФСР, СРСР) — російський письменник, сценарист, драматург, представник московської концептуальної школи. Один з найпопулярніших сучасних російських письменників. З 2022 року живе в еміграції в Берліні.

## Біографія
Після закінчення Московського інституту нафтової і газової промисловості ім. Губкіна працював в часописі «Смена». Звідки був звільнений за небажання вступати в комсомол. Заробляв на життя оформленням книжок, в його доробку — близько 50 видань.
Перший літературний досвід письменник отримав на початку 70-х років. 1972 року відбувся його дебют як поета у багатотиражній газеті «За кадры нефтяников».
В 1985 році в паризькому часописі «А-Я» було надруковано збірку з шести оповідань Володимира Сорокіна. Того ж року, також у Франції, у видавництві «Синтаксис» вийшов роман «Очередь».
Твори Сорокіна неодноразово ставали об'єктами провокацій російських продержавницьких організацій. Зокрема, молодіжний рух «Идущие вместе» організував низку акцій, спрямованих на заборону видань Володимира Сорокіна, розрив контракту з Большим Театром і притягнення письменника до кримінальної відповідальності за розповсюдження порнографії. Активістами Руху було влаштовано декілька яскравих акцій, наймасовіша пройшла біля стін Большого театру в 2002 році. Вона зібрала близько 500 чоловік, здебільшого пенсіонерів і молодь. Відбувся суд, порнографії в творах письменника не знайшли, а самі акції лише привернули додаткову увагу глядачів до вистави, яка з моменту початку протестних заходів йшла з постійним аншлагом.

## Еміграція
З 1992 Сорокін мешкав по черзі під Москвою та у Берліні в районі  Шарлоттенбург, де він на зароблені гонорари купив собі квартиру. Після початку повномасштабної російської воєнної агресії проти України у лютому 2022 вирішив більше не повертатися у Росію .

## Творчість

### Українські переклади
- «День опричника» (Харків: Фоліо, 2010); переклав Сашко Ушкалов
- «Цукровий Кремль» (Харків: Фоліо, 2010); переклав Сашко Ушкалов

### Фільмографія
- 1994 — «Безумный Фриц» (реж. Тетяна Діденко, Олександр Шамайський)
- 2001 — «Москва» (реж. Олександр Зельдович; головна премія на фестивалі в Боні, приз федерації кіноклубів Росії, за найкращий російський фільм року). Сценарій написаний в 1997 році в співавторстві з Олександром Зельдовичем;
- 2001 — «Копійка» (реж. Іван Диховичний; номінація на премію «Золотой Овен» за найкращий сценарій). Сценарій написаний в співавторстві з Іваном Диховичним;
- 2004 — «4» (реж. Ілля Хржановський; головний приз Ротердамського кінофестивалю)
- «Вещь» (реж. Іван Диховичний)
- «Cashfire» (реж. Олександр Зельдович). Сценарій написаний 2002 року в співавторстві з Олександром Зельдовичем та Олегом Радзинським.
- 2011  — «Мішень»' (реж. Олександр Зельдович)

### Інше
- Фотоальбом «В глубь России» (спільно з художником Олегом Куликом)
- Лібретто до опери «Дети Розенталя» на музику Л. Десятнікова на замовлення Большого театру

## Нагороди
- 2001 р. — Премія «Народний Букер».
- 2001 р. — Премія Андрія Бєлого «За особливі заслуги перед російською літературою».
- 2005 р. — Премія «Ліберті».

## Інтерв'ю
- «Володимир Сорокін про фантомні болі Батьківщини» («Українська правда. Життя», 12 вересня 2008)
- Владімір Сорокін: «Я не дисидент, я – "антирадянщик"» («Zaxid.net», 15 вересня 2008)
- Володимир Сорокін: «Україна продувається європейським вітром, а до Росії він не доходить» («Радіо Свобода», 28 жовтня 2010)
- «Скандальный писатель – о Харькове, премиях и украинской литературе» («Вечерний Харьков», 30 жовтня 2010)
- Володимир Сорокін: «Я – літературний наркоман зі стажем» («Буквоїд», 3 листопада 2010)
- Володимир Сорокін: "Проблема в тому, що Росія не поховала «совок»" («День», 5 дистопада 2010)
- «Писатель-кровопускатель. Интервью с Владимиром Сорокиным» («Фокус», 6 листопада 2010)